# École Internationale Les Alizés
École Internationale Les Alizés és una escola internacional francesa ubicada a Praia, Cap Verd. Realitza diversos nivells escolars, des de maternelle (preescolar) fins a lycée (institut sènior).
Va obrir les portes el 1991. El Ministeri d'Educació de França via l'AEFE va aprovar l'escola per a classes de primària l'any 2000. El curs 2014-2015 va tenir 240 estudiants de 17 països. 161 estudiants eren capverdians, un 67% del cos d'estudiants. 21 estudiants, un 9%, era francès. Els 58 estudiants restants, un 24%, era de les altres 15 nacionalitats.